# عبعب شجيري
العبعب الشجيري أو أنافح كَدِن (باللاتينية: Withania frutescens) نوع نباتي ينتمي إلى جنس العبعب من الفصيلة الباذنجانية.

## الموئل والانتشار
موطن هذا النوع المغرب العربي وإسبانيا والبرتغال.

## مرادفات للاسم العلمي
- (باللاتينية: Atropa frutescens L.)
- (باللاتينية: Hypnoticum frutescens (L.) Rodati ex Boiss.)
- (باللاتينية: Opsago cordata Raf.)
- (باللاتينية: Opsago suberosa Raf.)
- (باللاتينية: Physalis frutescens (L.) DC.)
- (باللاتينية: Physalis suberosa Cav.)